# José León Suárez (ciudad)
José León Suárez es una de las 29 localidades oficiales del partido de General San Martín, en la zona norte del Gran Buenos Aires, provincia de Buenos Aires en Argentina.

## Historia
José León Suárez empieza su desarrollo como una ciudad de descanso, donde predominaban quintas y propiedades destinadas al recreo. El poblamiento actual comienza a partir de la década de los años 1940 con el crecimiento urbano de la cuenca del río Reconquista. Aunque será gracias al movimiento inmigratorio provocado por la Segunda Guerra Mundial que cobra importancia, ya que para finales de esta década vivían en la ciudad inmigrantes de otras provincias y países, principalmente españoles, italianos y originarios de países de la ex URSS. Estos se instalaban en la zona debido a la cercanía con las áreas industriales de Munro y San Martín [cita requerida]. Luego de los años 1980 la inmigración de la ciudad fue similar al resto de la de Buenos Aires, captando argentinos de distintas provincias y ciudadanos de países limítrofes, principalmente de Paraguay, Bolivia y Perú. Muchos de ellos se asentaron en las zonas más difíciles para edificar como lo es la cuenca del Río reconquista.

### Prefundacional
La localidad actual se encuentra en un área que comprendía, por el siglo XVI y XVII, las tierras donde vivían algunas etnias del pueblo Het, también conocidos como Pampas (quechua), Querandíes (guaraní) y Puelches (mapuche). Luego de ser diezmados y desplazados, tras la segunda fundación de Buenos Aires en 1580, por Juan de Garay, este reparte las tierras entre sus compañeros de campaña en lo que se llamó suertes de chacra, parcelas de 400 varas (336 m apróx) de frente por 1 legua (5.000 varas, 4,2 km aprox.) de largo, con límites en el Río de la Plata, el río Reconquista y el Fondo de la Legua.

### Fundación
Es fundada oficialmente el 10 de mayo de 1932, junto con la estación de tren, aunque permanece con el nombre de Kilómetro 24, su distancia al Congreso, durante 8 años. Durante un tiempo una parte de los habitantes, representados por la Sociedad de Fomento km 24, pidió que la localidad sea nombrada como Martín Fierro, en honor al escritor José Hernández de la ciudad vecina de Villa Ballester, pero en 1940 es bautizada con la denominación actual en honor al abogado americanista de derecho internacional, Dr. José León Suárez.

## Economía

### Bancos
Av. Brig. Gral. J. M. de Rosas 2500 (ex Av. Márquez - Ruta 4) entre calle Boulevard Ballester y Buenos Aires, se encuentra la sucursal local del Banco Provincia

### Comercio
La localidad posee su centro comercial ubicado sobre la Av. Juan Manuel de Rosas. También existe un "Paseo de Compras", ubicado sobre esta avenida a pocos metros de la estación de tren. Una de las características de este es que posee puestos de feria y atracciones para el público como obras de teatro para chicos, espectáculos musicales, entre otros.

### Ferrocarril
A pesar de compartir el nombre, la estación José León Suárez no se encuentra oficialmente en esta localidad, si no entre Villa Godoy Cruz y Villa Ballester Noroeste.

## Geografía
La localidad se encuentra ubicada en la cuenca media del Río Reconquista. Presenta dos relieves, uno llano, con una ligera inclinación hacía el curso del río, que junto a su sistema de arroyos lo convierten en una zona inundable. Este se ubica al noreste de la localidad. Hacia el oeste, aumenta la altura en un área no inundable. La costa del Reconquista, a pesar de ser el segundo río más contaminado del país, es la única parte de la ciudad que conserva parte de su fauna y flora autóctona.
La ciudad se encuentra en el punto de transición entre la región pampeana y el área del delta, por lo que presenta varios arroyos, canales y ríos subterráneos, todos estos canalizados de forma artificial.

### Clima
| Parámetros climáticos promedio de José León Suárez, BA | Parámetros climáticos promedio de José León Suárez, BA | Parámetros climáticos promedio de José León Suárez, BA | Parámetros climáticos promedio de José León Suárez, BA | Parámetros climáticos promedio de José León Suárez, BA | Parámetros climáticos promedio de José León Suárez, BA | Parámetros climáticos promedio de José León Suárez, BA | Parámetros climáticos promedio de José León Suárez, BA | Parámetros climáticos promedio de José León Suárez, BA | Parámetros climáticos promedio de José León Suárez, BA | Parámetros climáticos promedio de José León Suárez, BA | Parámetros climáticos promedio de José León Suárez, BA | Parámetros climáticos promedio de José León Suárez, BA | Parámetros climáticos promedio de José León Suárez, BA |
| Mes                                                    | Ene.                                                   | Feb.                                                   | Mar.                                                   | Abr.                                                   | May.                                                   | Jun.                                                   | Jul.                                                   | Ago.                                                   | Sep.                                                   | Oct.                                                   | Nov.                                                   | Dic.                                                   | Anual                                                  |
| ------------------------------------------------------ | ------------------------------------------------------ | ------------------------------------------------------ | ------------------------------------------------------ | ------------------------------------------------------ | ------------------------------------------------------ | ------------------------------------------------------ | ------------------------------------------------------ | ------------------------------------------------------ | ------------------------------------------------------ | ------------------------------------------------------ | ------------------------------------------------------ | ------------------------------------------------------ | ------------------------------------------------------ |
| Temp. máx. abs. (°C)                                   | 39.7                                                   | 39.3                                                   | 37.5                                                   | 35.8                                                   | 30.4                                                   | 27.6                                                   | 27.8                                                   | 34.2                                                   | 34.3                                                   | 34.7                                                   | 36.0                                                   | 38.1                                                   | 39.7                                                   |
| Temp. máx. media (°C)                                  | 29.5                                                   | 28.7                                                   | 25.4                                                   | 22.3                                                   | 19.9                                                   | 16.3                                                   | 14.6                                                   | 15.1                                                   | 18.8                                                   | 22.7                                                   | 24.9                                                   | 27.0                                                   | 29.5                                                   |
| Temp. media (°C)                                       | 23.6                                                   | 23.0                                                   | 19.9                                                   | 16.9                                                   | 14.4                                                   | 10.8                                                   | 9.6                                                    | 10.5                                                   | 13.6                                                   | 16.6                                                   | 19.2                                                   | 21.4                                                   | 16.6                                                   |
| Temp. mín. media (°C)                                  | 17.8                                                   | 17.4                                                   | 14.5                                                   | 11.6                                                   | 8.9                                                    | 5.3                                                    | 4.7                                                    | 6.0                                                    | 8.5                                                    | 10.6                                                   | 13.6                                                   | 15.9                                                   | 11.2                                                   |
| Temp. mín. abs. (°C)                                   | 4.6                                                    | 1.9                                                    | -1.7                                                   | -4.8                                                   | -4.9                                                   | -6.3                                                   | -7.2                                                   | -5.4                                                   | -4.5                                                   | -3.9                                                   | -0.3                                                   | 1.8                                                    | -7.2                                                   |
| Precipitación total (mm)                               | 120.1                                                  | 119.0                                                  | 140.5                                                  | 100.4                                                  | 74.8                                                   | 69.6                                                   | 68.9                                                   | 70.3                                                   | 70.7                                                   | 117.2                                                  | 109.0                                                  | 111.3                                                  | 1171.8                                                 |
| Nevadas (cm)                                           | 0                                                      | 0                                                      | 0                                                      | 0                                                      | 0                                                      | 0                                                      | 0                                                      | 0                                                      | 0                                                      | 0                                                      | 0                                                      | 0                                                      | 0                                                      |
| Días de precipitaciones (≥ )                           | 10                                                     | 10                                                     | 9                                                      | 9                                                      | 8                                                      | 6                                                      | 5                                                      | 7                                                      | 8                                                      | 9                                                      | 10                                                     | 9                                                      | 100                                                    |
| Días de nevadas (≥ 0)                                  | 0                                                      | 0                                                      | 0                                                      | 0                                                      | 0                                                      | 0                                                      | 0                                                      | 0                                                      | 0                                                      | 0                                                      | 0                                                      | 0                                                      | 0                                                      |
| Horas de sol                                           | 270                                                    | 240                                                    | 190                                                    | 175                                                    | 170                                                    | 135                                                    | 140                                                    | 175                                                    | 180                                                    | 215                                                    | 255                                                    | 260                                                    | 2405                                                   |
| Humedad relativa (%)                                   | 68                                                     | 67                                                     | 89                                                     | 83                                                     | 78                                                     | 75                                                     | 80                                                     | 81                                                     | 80                                                     | 79                                                     | 72                                                     | 70                                                     | 76.8                                                   |
| Fuente: Servicio Meteorológico Nacional Argentino      |                                                        |                                                        |                                                        |                                                        |                                                        |                                                        |                                                        |                                                        |                                                        |                                                        |                                                        |                                                        |                                                        |

La ciudad presenta un clima templado pampeano, con veranos templado-calurosos e inviernos frescos, precipitaciones suficientes y vientos predominantes del este y del noreste. Se producen mayores precipitaciones que en área occidental de la provincia, alrededor de 1000 mm anuales, concentradas de octubre a marzo, debido a su cercanía con el río.
Es una zona fuertemente afectada por tornados y tormentas como la de Santa Rosa o las sudestadas, ya que esta última es una fuerte corriente de viento que se desplaza desde el océano Atlántico hacia el continente por la cuenta del Río de la Plata, dificultando la salida de agua hacia el mar y, por lo tanto, elevando el nivel del mismo. Como efecto de esto el Río Lujan se ve igualmente impedido para liberar sus aguas en este río. Produciendo el mismo efecto, una fuerte crecida, en el río Reconquista que depende del Lujan para la evacuación de sus aguas. 
La ciudad cuenta con una estación meteorológica.

### Hidrografía
De la zona más alta hacía el Río Reconquista fluyen cinco arroyos o canales, encontrándose entubados parcialmente el Canal José León Suárez Sur y el Arroyo Madero.

### Límites
Existen dos tipos de delimitaciones, la administrativa que no es usada por la población y la de uso común.

#### Villa José León Suárez
Según la ordenanza 13003/2024 los límites oficiales de Villa José León Suárez son: calle Italia, Ruta 4 y vías del tren Mitre hasta la prolongación imaginaria de calle Italia.

#### Ciudad José León Suárez
Por cuestiones de costumbre, Villa Independencia, Villa Godoy Cruz, Villa Necochea y el oeste de Villa Ballester Noroeste suelen considerárseles también parte de Suárez.

### Accesos
- La Ruta Provincial 4 es la arteria principal de la localidad y en la que está su centro comercial. Se puede acceder tanto desde el Acceso Norte como desde el Acceso Oeste.
- La Línea Mitre conecta la estación J. L. Suárez con el microcentro porteño.
- El Camino Parque del Buen Ayre, mediante la calle Andrade, que sirve de enlace entre el Acceso Oeste y el Acceso Norte.

### Demografía
Según el último censo, contaba con 15,740 habitantes (Indec, 2001) habitantes, situándose como la 12.ª localidad del partido en cantidad de habitantes.

## Deportes
El club con mayor trayectoria de la localidad era el Central Ballester que actualmente participa en la Primera C, cuarta categoría del fútbol argentino. Central Ballester tenía su estadio en la actual calle Yapeyú 820 de José León Súarez, hasta que fue ocupado por un asentamiento. Hoy en día tiene su sede y campo en Sarratea y Buen Ayre, barrio Las Magnolias, en el extremo norte de la localidad Villa Necochea.

## Ambiente
Desde finales de los años 1970, en tierras bajas e inundables situadas en el área de baja cota del Río Reconquista, en el límite con la zona militar de Campo de Mayo por disposición de la dictadura cívico-militar que gobernaba el país por entonces, se dispuso el enterramiento de residuos sólidos urbanos provenientes de catorce municipios del conurbano bonaerense y la Ciudad Autónoma de Buenos Aires. Estos predios pasaron a convertirse en áreas de relleno sanitario administradas por el organismo creado a tal fin, el CEAMSE, en 1977.
En 1982 dicho ente inaugura el Camino Parque del Buen Ayre, autopista urbana de 23 kilómetros de extensión, importante vía de comunicación que enlaza el Acceso Norte y el Acceso Oeste.

## Hechos significativos
- El 9 de junio de 1956 suceden los fusilamientos de José León Suárez, donde son fusilados ilegalmente militantes políticos del partido justicialista y otros civiles, cuando el régimen de la Revolución Libertadora actúa impidiendo los levantamientos en su contra.

- El 17 de diciembre de 1975 es asesinado el intendente peronista Alberto Manuel Campos en la calle Soto y Calvo entre Artigas y Belgrano, cuando junto al secretario de hacienda municipal Carlos Ferrín y el chófer Santiago Álvarez, se dirigían al Balneario Municipal (ex piletas Marimón), siendo interceptados en el trayecto por varios vehículos con individuos armados quienes los acribillan a balazos. La autoría material e intelectual del atentado se atribuyó a la organización armada Montoneros y al dirigente Rodolfo Galimberti, quien mantenía una disputa política con Campos.

- En 1996 los vecinos del área sudoeste de la ciudad padecieron una serie de alergias, erupciones en la piel y afecciones respiratorias a causa de un vertedero clandestino de residuos industriales ubicado en el barrio La Cárcova a menos de un kilómetro de la estación de tren, en la calle Yapeyú al 8100.[5] Son removidos el 4 de noviembre de ese año, 20 tambores contaminantes.[6]
- El tema Muchacho del Taller y la Oficina del segundo disco de Moris, Fiebre de Vivir, está dedicado a esta ciudad.[7]
- El 3 de febrero del 2011, el asesinato de dos adolescentes de la ciudad, Franco Almirón y Mauricio Arce Ramos, por parte de la policía bonaerense[8] generó la reacción de los vecinos que cortaron la Av. Juan Manuel de Rosas, rodearon y apedrearon la Comisaría 4a de San Martín.[9] Por el crimen, están detenidos y acusados los policías Gustavo Sebastián Rey y Ezequiel Vega,[10] además, quince efectivos de la policía bonaerense fueron pasados a retiro.[11] El 3 de febrero de 2020, al cumplirse el noveno aniversario de la masacre, familiares y amigos de las víctimas solicitaron un nuevo pedido de justicia, por consideran tener indicios suficientes  para un nuevo debate oral, debido a que uno de los policías imputados fue absuelto de la causa.[12]

## Parroquias de la Iglesia católica en José León Suárez
| Diócesis   | San Martín                          |
| ---------- | ----------------------------------- |
| Parroquias | Inmaculada Concepción, San Cayetano |